# Breñón
Breñón è un comune (corregimiento) della Repubblica di Panama situato nel distretto di Renacimiento, provincia di Chiriquí. Si estende su una superficie di 35,8 km² e conta una popolazione di 755 abitanti (censimento 2010).